# Mogilno
Mogilno è un comune urbano-rurale polacco del distretto di Mogilno, nel voivodato della Cuiavia-Pomerania.
Ricopre una superficie di 256,11 km² e nel 2004 contava 24 944 abitanti.

## Storia
Mogilno appartiene a uno degli insediamenti più antichi al confine tra le regioni della Grande Polonia e della Cuiavia. Dall'VIII-IX secolo fino al X secolo ci fu un insediamento pre-medievale, presso la linga e stretta terra circondata dalle acque del Lago Mogileńskie a ovest e sud e dalle paludi ad est. Nel 1065 fu fondata un'abbazia benedettina da Boleslao II di Polonia; a nord del complesso religioso si sviluppò la città, a cui nel 1398 furono consegnati i diritti da città e che rimase fino al 1773 un possedimento dell'abbazia. Dopo la prima spartizione della Polonia del 1772 la città cadde sotto il comando della Prussia e nel 1920 fu riconquistata dalla Polonia.

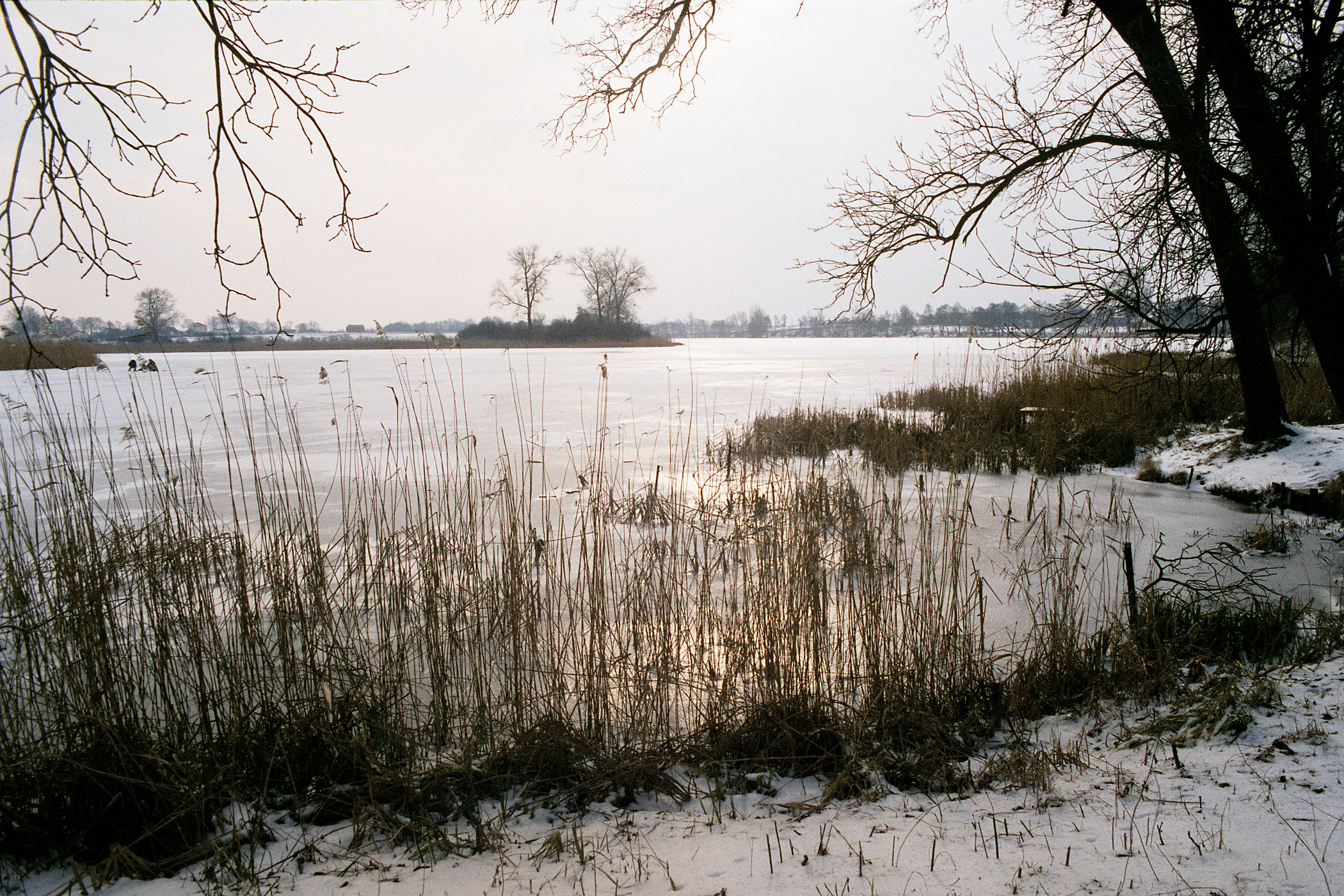
Lago Mogileńskie in inverno presso Mogilno, Polonia

## Monumenti
- Ex abbazia benedettina: la chiesa risale all'XI secolo, è stata ricostruita nel XIII e ancora nel XVI secolo in stile tardo gotico e nel XVIII secolo in barocco. La facciata risale al tardo XVIII secolo; rimangono ancora molte parti romaniche, come i pilastri, le mura della navata, l'altare e due cripte.
- Chiesa tardo-gotica di San Giacomo che risale al 1511
- Centro della città con abitazioni del XIX secolo
- Cimitero col monumento a Piotr Wawrzyniak (e un secondo suo monumento presso il parco)